# Doctrine Sokolovski
La doctrine Sokolovski, du nom du maréchal soviétique Vassili Sokolovski, a été prononcée en janvier 1960 par Nikita Khrouchtchev devant le Soviet suprême[réf. nécessaire]. Elle fixe la stratégie militaire soviétique pendant quelques années en postulant qu'en cas de conflit avec l'Ouest, la guerre serait nucléaire. Une attaque préventive en cas de danger assurerait alors le succès de l'Union soviétique.

## Contexte
À la fin des années 1950, l'Union soviétique comble son retard en matière nucléaire par rapport aux États-Unis. Dès lors s'instaure un rééquilibrage des stratégies militaires au vu du potentiel de destruction massive détenu des deux côtés.

## Principes
La frappe préventive soviétique est envisagée afin de prendre le contrôle de la nucléarisation du conflit. En effet, l'idée serait de profiter de l'effet de surprise pour frapper massivement l'adversaire  sur le théâtre des opérations militaires mais également sur des cibles situées à l'arrière.
Pour autant, bien que la doctrine ait été conservée jusqu'aux années 1970, la crise des missiles de Cuba en 1962 mettra en relief sa relative inefficacité.